# 科門丹蒂夫卡
49°3′53″N 33°51′48″E / 49.06472°N 33.86333°E
科門丹蒂夫卡（羅馬化：Komendantivka）是烏克蘭中部的村莊，隸屬波爾塔瓦州的克雷門丘克區。該村分別距離達比尼夫卡2公里和科別利亞喬克2.5公里，海拔高度87米，2001年人口503。